# Асітові
Ас́ітові (Philepittidae) — родина горобцеподібних птахів.
Включає 4 види дрібних птахів, що мешкають у лісах Мадагаскару. Довжина тіла — 9-16,5 см. Два види відносяться до роду Philepitta — пухкі, з міцними ногами, живляться фруктами і ягодами. Другий рід — Neodrepanis має блискуче синє оперення з жовтими грудьми і черевцем, з великими плямами навколо очей, які відсутні у самиць. Ці птахи повільно пересуваються з гілки на гілку у пошуках комах. Іноді вони п'ють нектар з квітів з віночком у вигляді дзвіночка.

## Класифікація
- Родина Philepittidae
  - Рід Philepitta — асіті
    - Philepitta castanea — асіті чорний
    - Philepitta schlegeli — асіті жовточеревий

  - Рід Neodrepanis — голобров
    - Neodrepanis coruscans — голобров довгодзьобий
    - Neodrepanis hypoxanthus — голобров короткодзьобий